# Half-Life (sèrie de videojocs)
Half-Life és una sèrie de videojocs d'acció en primera persona desenvolupats i publicats per Valve. Els jocs combinen dispars, combat, trencaclosques, i narrativa.
El Half-Life original, el primer producte de Valve, va ser publicat per a Windows l'any 1998, aconseguint un gran èxit comercial i de crítica. El jugador controla a Gordon Freeman, un científic que ha de sobreviure una invasió alienígena. Les seqüències preescrites utilitzant el propi motor gràfic del joc van influir molt en jocs posteriors. A més, el joc va inspirar moltes modificacions fetes per aficionats, com ara Counter-Strike i Day of Defeat. Aquest primer joc de la saga va comptar amb vàries expansions: Opposing Force (1999), Blue Shift (2001) i Decay (2001), desenvolupat per Gearbox Software.
L'any 2004, Valve va publicar Half-Life 2, amb una nova ambientació, personatges i amb un control orientat a les físiques. Aquest Videojoc va ser continuat amb un nivell extra, Lost Coast (2005) i va comptar amb les seqüeles episòdiques Episode One (2006) i Episode Two (2007). Aquest mateix 2007 va aparèixer el videojoc de trencaclosques Portal, ambientat en el mateix univers de Half-Life.
Al llarg dels anys posteriors, i tot i que es van publicar diversos jocs dins l'univers de Half-Life, no hi va haver una continuació de la saga principal. L'any 2020, després d'anys d'especulacions, Valve va publicar Half-Life: Alyx, un videojoc de realitat virtual amb alts valors de producció que situa l'acció abans de Half-Life 2.
 